# Der Knutschfleck
Der Knutschfleck ist ein Lied der deutschen Sängerin Ixi aus dem Jahr 1983. Die Musik wurde von Balthasar Schramm und Felix Kautsky geschrieben; der Text stammt von Ixi und Balthasar Schramm.

## Hintergrund
Durch die Vorgängersingle Detlev, die zwar kein großer Erfolg wurde, aber doch genug Geld einbrachte, erhielt Ixi die Möglichkeit, eine weitere Single zu veröffentlichen. Im Vergleich zur Vorgänger-Single, die davon handelt, wie ein Mädchen seinen Freund auf den Strich schicken will, handelte es sich bei Der Knutschfleck um einen eher harmlosen Song. Das Lied thematisiert ein Mädchen, das seinem Freund alles erlaubt, aber keinen Knutschfleck. Das Lied wird der Neuen Deutschen Welle zugerechnet.
Der Song wurde 1983 als Single veröffentlicht. Neben der Originalversion mit 4 Minuten und 2 Sekunden wurde auf 12’’ außerdem eine „Lange Version“ mit 5 Minuten 27 Sekunden herausgegeben. Auf der B-Seite befand sich bei beiden Versionen Ich xxxx Dich. Das Lied wurde außerdem auf Der Knutschfleck (Alle Hits in Maxi-Version), dem einzigen Album (im Prinzip eine Kompilation) in der kurzen Karriere von Ixi veröffentlicht.

## Chartplatzierungen
Der Knutschfleck wurde Ixis einziger Hit. Es platzierte sich 16 Wochen in den deutschen Singlecharts und erreichte Platz 8 als höchste Position. In Österreich kam es auf Platz 12 und blieb vier Wochen in den Charts.
| ChartsChartplatzierungen | Höchstplatzierung | Wochen |
| ------------------------ | ----------------- | ------ |
| Deutschland (GfK)        | 8 (16 Wo.)        | 16     |
| Österreich (Ö3)          | 12 (4 Wo.)        | 4      |

| ChartsJahrescharts (1983) | Platzierung |
| ------------------------- | ----------- |
| Deutschland (GfK)         | 69          |

## Neuveröffentlichung
1995 wurde, im Zuge der poppigen Techno-Welle Mitte der 1990er Jahre, auch ein Neuarrangement von Der Knutschfleck unter dem Titel Der Knutschfleck ’95 produziert. Ixi selbst hatte den Text neu eingesungen. Die Musik stammte von Reunion, einem von Felix Kautsky zusammengestellten Produzententeam. Zu dem Lied wurde auch ein Video produziert, das viele Kussszenen enthielt. Die von Mercury erst in der Promophase befindliche Single blieb hinter den Erwartungen zurück und wurde letztlich nur in geringer Stückzahl für Promozwecke veröffentlicht. Auch das Video wurde zurückgehalten. Das Lied wurde später auf dem Sampler  Neuer Deutscher Dancefloor Stufe 3 von Polystar einem größeren Publikum zugänglich gemacht.